# Trimezia suffusa
Trimezia suffusa är en irisväxtart som beskrevs av Pierfelice Ravenna. Trimezia suffusa ingår i släktet Trimezia och familjen irisväxter. Inga underarter finns listade i Catalogue of Life.